# Komisja śledcza do zbadania okoliczności tragicznej śmierci byłej posłanki Barbary Blidy
Komisja śledcza do zbadania okoliczności tragicznej śmierci byłej posłanki Barbary Blidy (SKBB) – sejmowa komisja śledcza działająca w oparciu o artykuł 111 Konstytucji RP, Ustawę o sejmowej komisji śledczej oraz powołującą ją do istnienia uchwałę Sejmu z 19 grudnia 2007.

## Przedmiot prac komisji
Przedmiotem prac komisji jest:
- zbadanie i wyjaśnienie okoliczności śmierci Barbary Blidy
- zbadanie legalności i zgodności z obowiązującymi procedurami czynności przeprowadzanych w domu byłej posłanki Barbary Blidy przez funkcjonariuszy Agencji Bezpieczeństwa Wewnętrznego w dniu 25 kwietnia 2007 roku
- ustalenie zakresu odpowiedzialności osób, których zadaniem było właściwe przygotowanie i zapewnienie właściwego przebiegu w dniu 25 kwietnia 2007 roku czynności ABW związanych z osobą Barbary Blidy
- zbadanie legalności działań Prokuratury w postępowaniu zmierzającym do przedstawienia zarzutów Barbarze Blidzie.

## Skład komisji
Skład komisji w dniu zakończenia działalności:
- Ryszard Kalisz (Lewica) – przewodniczący komisji
- Tomasz Tomczykiewicz (PO) – zastępca przewodniczącego komisji
- Danuta Pietraszewska (PO) – członek komisji
- Marek Wójcik (PO) – członek komisji
- Wojciech Szarama (PiS) – członek komisji
- Anna Zalewska (PiS) – członek komisji od 20 listopada 2009
- Tadeusz Sławecki (PSL) – członek komisji

## Były członek komisji
Zmiany w składzie osobowym w czasie działania komisji:
- Beata Kempa (PiS) – członek komisji do 20 listopada 2009

## Prace komisji
Wykaz posiedzeń komisji wraz z porządkiem obrad:

### 2008
- wniosek o uchwałę powołującą komisję został złożony przez grupę posłów z klubu parlamentarnego SLD w V kadencji Sejmu oraz w VI kadencji Sejmu
- 19 grudnia 2007 – powołanie komisji
- 11 stycznia 2008 – posiedzenie nr 1
  - wybór składu osobowego komisji
  - pierwsze posiedzenie komisji
  - wybór Ryszarda Kalisza na przewodniczącego komisji
- 7 kwietnia 2008 – posiedzenie nr 2
  - rozpatrzenie wniosku poseł Beaty Kempy oraz posła Wojciecha Szaramy w sprawie zasadności wezwania w trybie art. 153 ust. 1 Regulaminu Sejmu ministra sprawiedliwości prokuratora generalnego Zbigniewa Ćwiąkalskiego
  - ustalenie listy i harmonogramu przesłuchiwania osób wezwanych w celu złożenia zeznań w toczącym się postępowaniu zmierzającym do zbadania okoliczności tragicznej śmierci byłej posłanki Barbary Blidy
  - wybór stałych doradców Komisji
  - wystąpienie do Prezydium Sejmu o wyrażenie zgody na wykonywanie prac w zakresie obsługi posłów – członków Komisji Śledczej przez pracowników merytorycznych /asystentów/
  - sprawy bieżące
- 21 kwietnia 2008 – posiedzenie nr 3
  - przesłuchanie Małgorzaty Kaczmarczyk-Suchan, prokuratora Prokuratury Okręgowej w Katowicach
  - wybór pięciu stałych doradców Komisji, zgodnie z decyzją Prezydium Sejmu z dnia 9 kwietnia 2008 r.
  - sprawy bieżące
- 22 kwietnia 2008 – posiedzenie nr 4
  - przesłuchanie Piotra Wolnego, prokuratora Prokuratury Okręgowej w Katowicach
  - przesłuchanie Tomasza Balasa, prokuratora Prokuratury Okręgowej w Katowicach
- 25 kwietnia 2008 – posiedzenie nr 5 (zamknięte)
  - rozpatrzenie wniosków o zwolnienie z zachowania tajemnicy zawodowej i służbowej Piotra Wolnego i Tomasza Balasa, prokuratorów Prokuratury Okręgowej w Katowicach, składających zeznania przed Komisją Śledczą w dniu 22 kwietnia 2008 r.
  - sprawy bieżące
- 29 kwietnia 2008 – posiedzenie nr 6
  - przesłuchanie Jacka Krawczyka, prokuratora Prokuratury Rejonowej w Katowicach
  - przesłuchanie Emila Melki, prokuratora Prokuratury Okręgowej w Katowicach
- 7 maja 2008 – posiedzenie nr 7 (zamknięte)
  - rozpatrzenie wniosku o zwolnienie z zachowania tajemnicy zawodowej i służbowej Emila Melki, prokuratora Prokuratury Okręgowej w Katowicach, składającego zeznania przed Komisją Śledczą w dniu 29 kwietnia 2008 r.
  - sprawy bieżące
- 14 maja 2008 – posiedzenie nr 8
  - przesłuchanie Sebastiana Głucha, byłego prokuratora Prokuratury Okręgowej w Katowicach
  - przesłuchanie Krzysztofa Błacha, prokuratora Prokuratury Okręgowej w Katowicach
  - sprawy bieżące
- 15 maja 2008 – posiedzenie nr 9
  - przesłuchanie Marka Wójcika, prokuratora Prokuratury Okręgowej w Katowicach
  - sprawy bieżące
- 27 maja 2008 – posiedzenie nr 10 (zamknięte)
  - ponowne przesłuchanie Piotra Wolnego, prokuratora Prokuratury Okręgowej w Katowicach
  - ponowne przesłuchanie Tomasza Balasa, prokuratora Prokuratury Okręgowej w Katowicach
  - sprawy bieżące
- 10 czerwca 2008 – posiedzenie nr 11 (zamknięte)
  - przesłuchanie Emila Melki, prokuratora Prokuratury Okręgowej w Katowicach, zwolnionego przez Komisję z zachowania tajemnicy zawodowej i służbowej
  - sprawy bieżące
- 12 czerwca 2008 – posiedzenie nr 12 (zamknięte)
  - rozpatrzenie wniosków o zwolnienie z zachowania tajemnicy zawodowej i służbowej składających zeznania przed Komisją Śledczą w dniu 14 maja 2008 r.
    - Sebastiana Głucha, prokuratora Prokuratury Rejonowej w Siemianowicach Śląskich
    - Krzysztofa Błacha, prokuratora Prokuratury Okręgowej w Katowicach

  - rozpatrzenie wniosków o zwolnienie z zachowania tajemnicy zawodowej i służbowej składającego zeznania przed Komisją Śledczą w dniu 15 maja 2008 r.
    - Tomasza Tadli, prokuratora Prokuratury Okręgowej w Katowicach

  - sprawy bieżące
- 18 czerwca 2008 – posiedzenie nr 13
  - przesłuchanie Tomasza Janeczka, byłego prokuratora Prokuratury Apelacyjnej w Katowicach
  - sprawy bieżące
- 24 czerwca 2008 – posiedzenie nr 14
  - przesłuchanie Marka Wójcika, prokuratora Prokuratury Okręgowej w Katowicach – kontynuacja
  - sprawy bieżące
- 1 lipca 2008 – posiedzenie nr 15
  - przesłuchanie Krzysztofa Sieraka, byłego szefa Prokuratury Okręgowej w Katowicach
  - sprawy bieżące
- 2 lipca 2008 – posiedzenie nr 16
  - przesłuchanie Krzysztofa Błacha, prokuratora Prokuratury Okręgowej w Katowicach, zwolnionego przez Komisję z zachowania tajemnicy zawodowej i służbowej (część zamknięta posiedzenia)
  - sprawy bieżące (część jawna posiedzenia)
- 10 lipca 2008 – posiedzenie nr 17
  - rozpatrzenie wniosków o zwolnienie z zachowania tajemnicy zawodowej i służbowej składających zeznania przed Komisją Śledczą:
    - w dniu 15 maja 2008 r. oraz 24 czerwca 2008 r. Marka Wójcika – prokuratora Prokuratury Okręgowej w Katowicach
    - w dniu 18 czerwca 2008 r. Tomasza Janeczka – byłego prokuratora Apelacyjnego w Katowicach
    - w dniu 1 lipca 2008 r. Krzysztofa Sieraka – byłego szefa Prokuratury Okręgowej w Katowicach

  - sprawy bieżące
- 15 lipca 2008 – posiedzenie nr 18 (zamknięte)
  - przesłuchanie Sebastiana Głucha, prokuratora Prokuratury Rejonowej w Siemianowicach Śląskich, zwolnionego przez Komisję z zachowania tajemnicy zawodowej i służbowej
- 16 lipca 2008 – posiedzenie nr 19
  - ponowne przesłuchanie Jacka Krawczyka, byłego prokuratora Prokuratury Rejonowej w Katowicach
  - sprawy bieżące
- 10 września 2008 – posiedzenie nr 20
  - przesłuchanie Mariusza Łącznego, prokuratora Prokuratury Okręgowej w Katowicach
  - sprawy bieżące
- 11 września 2008 – posiedzenie nr 21
  - dyskusja nad wnioskiem zgłoszonym przez posła Wojciecha Szaramę, dotyczącym wyjaśnienia zmiany prokuratorów w Łodzi, prowadzących postępowanie w sprawie okoliczności śmierci byłej posłanki Barbary Blidy
  - przesłuchanie Piotra Gojnego, byłego zastępcy prokuratora apelacyjnego w Katowicach
  - sprawy bieżące
- 24 września 2008 – posiedzenie nr 22
  - przesłuchanie Bogusława Michalskiego, byłego prokuratora Prokuratury Krajowej
  - Sprawy bieżące
- 25 września 2008 – posiedzenie nr 23 (zamknięte)
  - przesłuchanie Tomasza Janeczka, byłego prokuratora Prokuratury Apelacyjnej w Katowicach, zwolnionego z zachowania tajemnicy zawodowej i służbowej
  - przesłuchanie Krzysztofa Sieraka, byłego szefa Prokuratury Okręgowej w Katowicach, zwolnionego z zachowania tajemnicy zawodowej i służbowej
  - sprawy bieżące
- 30 września 2008 – posiedzenie nr 24
  - rozpatrzenie wniosku złożonego na posiedzeniu Komisji w dniu 16 lipca 2008 r. w trybie art. 6 ustawy o sejmowej komisji śledczej przez świadka Jacka Krawczyka o wyłączenie z jego przesłuchania poseł Beaty Kempy
  - przesłuchanie Jacka Krawczyka, byłego prokuratora Prokuratury Rejonowej w Katowicach
  - sprawy bieżące
- 8 października 2008 – posiedzenie nr 25 (zamknięte)
  - przesłuchanie Tomasza Tadli, prokuratora Prokuratury Okręgowej w Katowicach, zwolnionego z zachowania tajemnicy zawodowej i służbowej
  - przesłuchanie Marka Wójcika, prokuratora Prokuratury Okręgowej w Katowicach, zwolnionego z zachowania tajemnicy zawodowej i służbowej
  - sprawy bieżące
- 30 października 2008 – posiedzenie nr 26
  - przesłuchanie Tomasza Pałki, prokuratora Prokuratury Rejonowej Katowice Centrum – Zachód
  - przesłuchanie Jarosława Hołdy, ówczesnego prokuratora wydziału VI Prokuratury Okręgowej w Katowicach, delegowanego do Biura do spraw Zwalczania Przestępczości Zorganizowanej Prokuratury Krajowej w Warszawie
  - sprawy bieżące
- 30 października 2008 – posiedzenie nr 27
  - ustalenie listy i harmonogramu przesłuchania świadków oraz pracowników ABW
  - sprawy bieżące
- 27 listopada 2008 – posiedzenie nr 28
  - konfrontacja świadków: Krzysztofa Sieraka, byłego szefa Prokuratury Okręgowej w Katowicach i Jacka Krawczyka, byłego prokuratora Prokuratury Rejonowej w Katowicach
  - sprawy bieżące
- 11 grudnia 2008 – posiedzenie nr 29
  - przesłuchanie Artura Kassyka, prokuratora Prokuratury Krajowej
  - przesłuchanie Tomasza Szałka, byłego prokuratora krajowego
  - sprawy bieżące

### 2009
- 19 lutego 2009 – posiedzenie nr 30
  - sprawy bieżące
- 20 lutego 2009 – posiedzenie nr 31 (zamknięte)
  - sprawy bieżące

### 2010
- 28 września 2010
  - przesłuchanie Zbigniewa Ziobry, b. ministra sprawiedliwości
- 3 listopada 2010
  - przesłuchanie Henryka Blidy, wdowca po Barbarze Blidzie

### 2011
- 10 lutego 2011
  - przesłuchanie Grzegorza Ocieczka, b. wiceszefa ABW